# Ithala Game Reserve
Das Ithala Game Reserve ist ein Tierreservat in der Nähe der Stadt Louwsburg in der Provinz  KwaZulu-Natal in Südafrika. Die Großstadt Durban befindet sich rund 250 Kilometer entfernt im Süden.

## Geschichte
Große Gebiete in KwaZulu-Natal waren aufgrund von Überweidung geschädigt, Wildtiere waren praktisch ausgestorben. 1973 begann das Natal Parks Board, Farmen in der Region aufzukaufen, um diese in ein Wildtierreservat umzuwandeln. 1982 wurde das Ithala Game Reserve auf fast 300 km² erweitert und es wurden 23 Säugetierarten wieder in die Wildnis eingeführt.

## Flora und Fauna
Auf dem Gebiet des Ithala Game Reserve findet sich eine große Pflanzenvielfalt. Dadurch ergeben sich hervorragende Voraussetzungen für viele Vogel- und Insektenarten. Es wurden 318 Vogelarten nachgewiesen. Die blütenreichen Pflanzen bieten mit ihrem Nektar vielen Schmetterlings- und Vogelarten Nahrung. Die Exkremente der Säugetiere tragen dazu bei, dass mehrere Dungkäferarten, beispielsweise Garreta nitens und Garreta unicolor ideale Lebensbedingungen vorfinden.

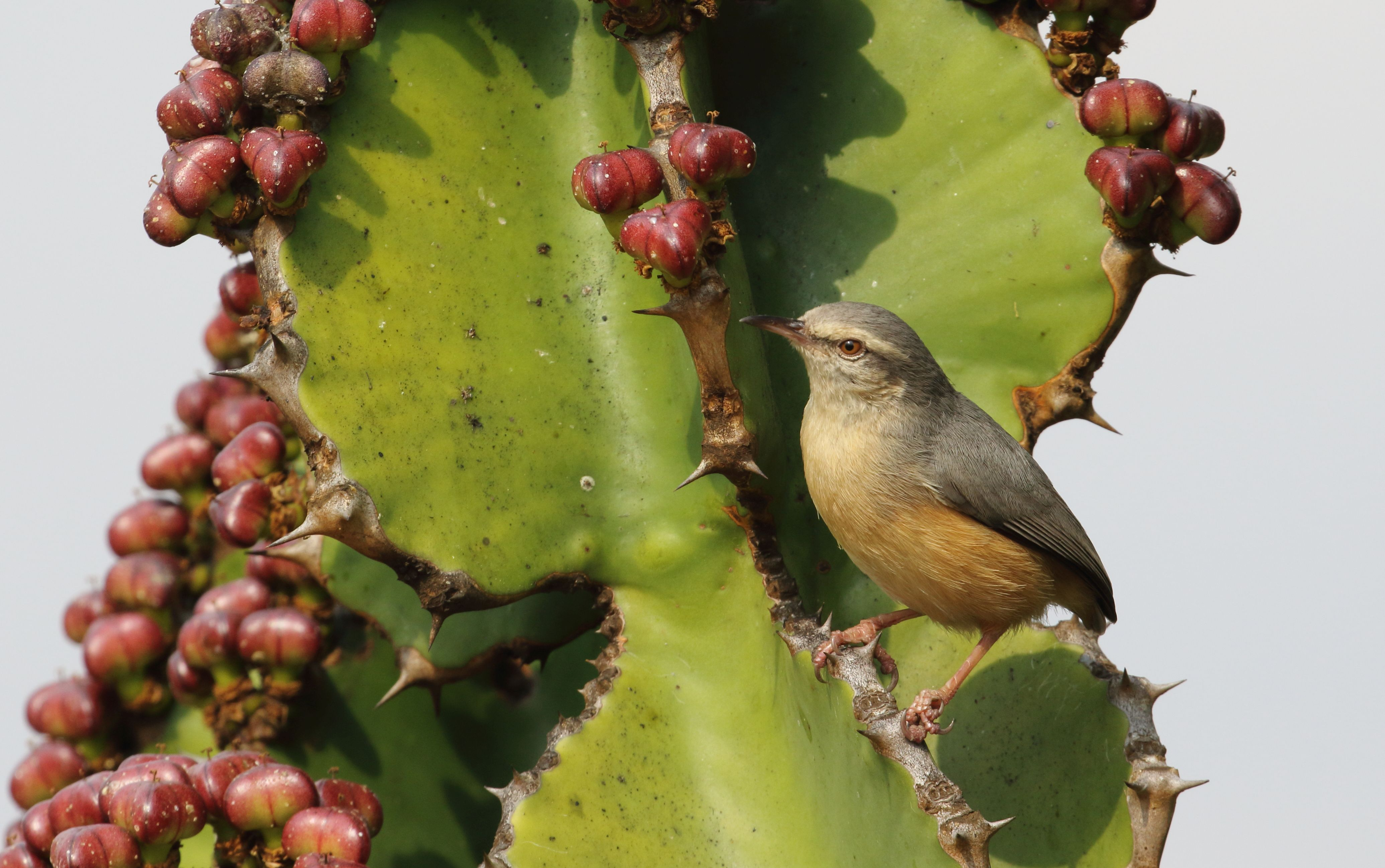
Langschnabelsylvietta auf Euphorbia ingens
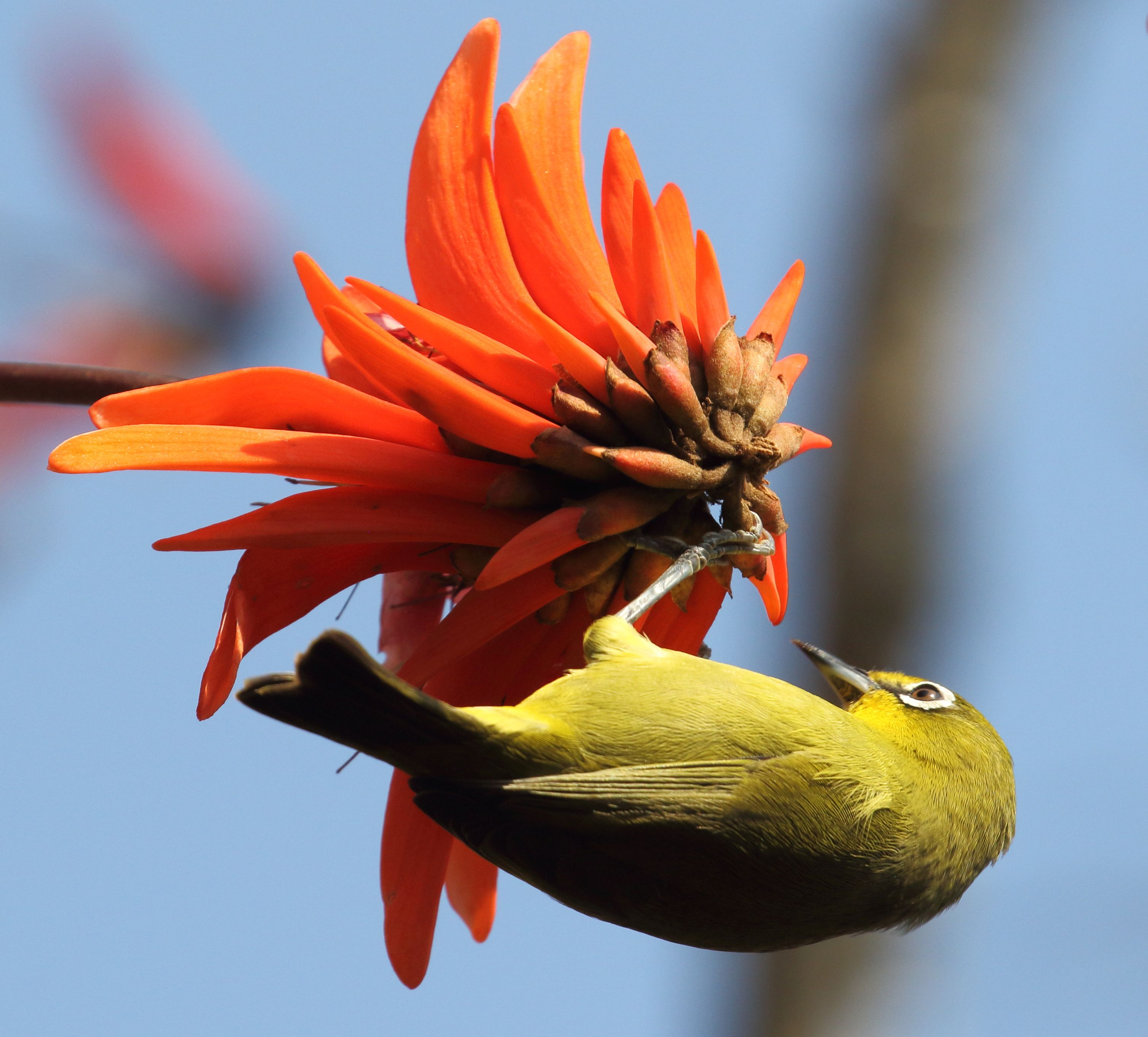
Kapbrillenvogel an Erythrina cooperi
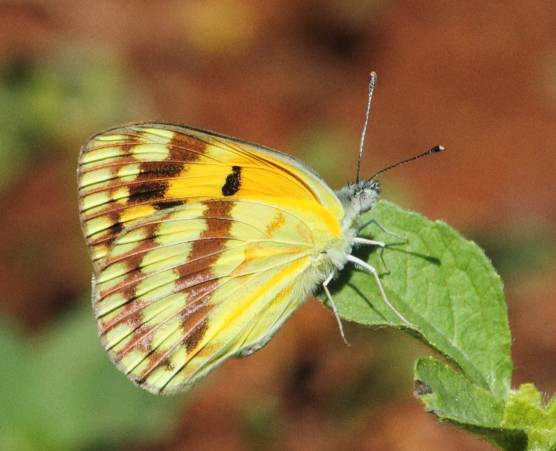
Colotis vesta
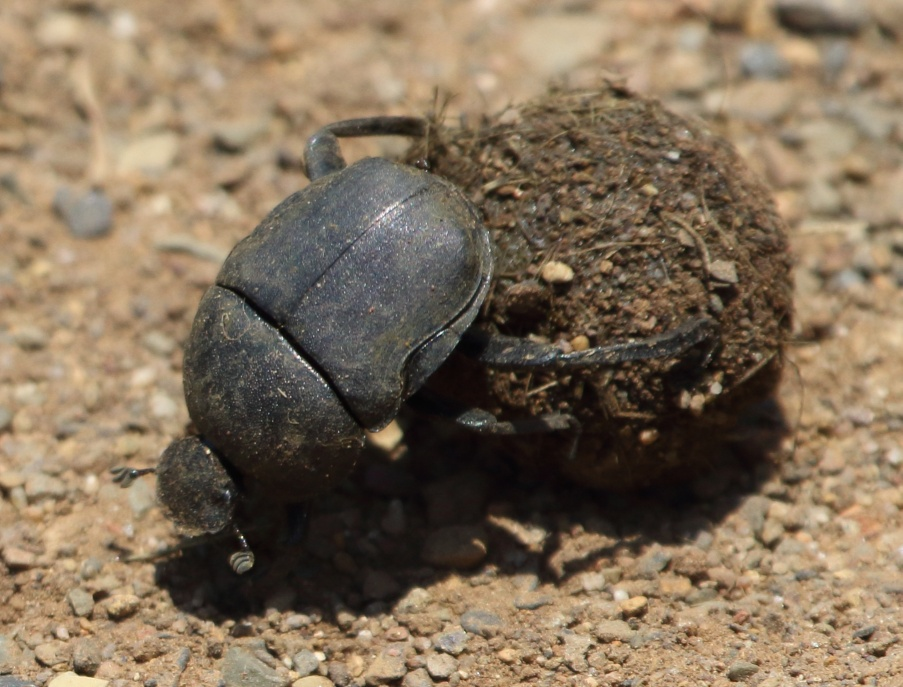
Garreta unicolor

Zu den Säugetierarten zählen vier der Big Five (Afrikanischer Elefant (Loxodonta africana), Breitmaulnashorn (Ceratotherium simum), Kaffernbüffel (Syncerus caffer) und Leopard (Panthera pardus)), es fehlen jedoch Löwen (Panthera leo). Weitere Arten sind u. a. Antilopen, Giraffen, Zebras, Geparde, Hyänen und Afrikanische Wildhunde. Im Reservat wurden außerdem 41 Reptilienarten nachgewiesen, darunter der Südliche Felsenpython (Python natalensis).

## Geländestruktur
Das Ithala Game Reserve verfügt über vielfältige geologische Merkmale, darunter ursprüngliche Felsformationen. Die bergigen Regionen erreichen Höhenlagen zwischen 400 und 1400 Metern. Die nördliche Begrenzung bildet der Pongola-Fluss. Ein Großteil der Landschaft wird aus hohem Grasland, Buschwerk und kleinen Bäumen gebildet, während die Wälder von verschiedenen dornigen Akazienarten dominiert werden. Maulbeerfeigen (Ficus sycomorus) säumen die Ufer des Pongola-Flusses und mehrere Zuckerbuscharten (Protea) wachsen an den Berghängen.

## Arterhaltungs-, Schutz- und Sonderprogramme

### Raubtierriss-Simulation
Da sich auf dem Reservatgelände keine Löwen aufhalten, gibt es kaum Überreste von Rissen großer Beutetiere. Dadurch fehlt für Arten, die auf Kadaver oder Aas angewiesen sind die Nahrungsgrundlage, im Besonderen für Geier und Hyänen. Um ein Gleichgewicht der unterschiedlichen Tierpopulation im Reservat zu erreichen, wurde die Entscheidung getroffen, das Verhalten großer Raubtiere zu simulieren. Dazu werden pro Woche Kadaverteile großer Säugetiere an bestimmten Stellen ausgelegt, die der Fütterung von Aasfressern dienen. Das Programm erwies sich als sehr erfolgreich, da bis zu 150 Weißrückengeier (Gyps africanus) sowie weitere Geierarten die Futterstellen besuchten. Andere Tierarten, von Insekten bis zu kleineren Fleischfressern und größeren Aasfressern profitieren ebenfalls von dem Programm, sodass es fortgesetzt wird.

### Rotschnabel-Madenhacker
Nachdem der Rotschnabel-Madenhacker (Buphagus erythrorynchus) im Gebiet des Reservats schon lange ausgestorben war, wurden 97 Individuen dieser, aus dem Kruger-Nationalpark stammende Vögel im November 1994 im Ithala Game Reserve ausgesetzt. Bereits im folgenden Jahr wurden 14 Jungvögel festgestellt. Dies bestätigte, dass sie ihren neuen Lebensraum angenommen hatten und dass ihre bevorzugten Zeckenarten als Nahrungsquelle in ausreichenden Mengen zur Verfügung standen. Daten zeigen, dass die Vögel im gesamten Reservat eine Vielzahl von Tierarten, von Elefanten bis zu Antilopen, besuchen.

### Protea comptonii
Die zur Pflanzengattung der Zuckerbüsche zählende Protea comptonii war früher in der Gegend um Barberton weit verbreitet, wurde aufgrund der Ausbreitung landwirtschaftlich genutzter Plantagen jedoch stark reduziert. Es verblieben nur kleine Subpopulation, meist in der Nähe der Grenze zu Eswatini (ehemals Swasiland). In KwaZulu-Natal existieren nur noch einige hundert Pflanzen im Ithala Game Reserve, die besonderen Schutz genießen.

## Galerie
Die nachfolgende Bildauswahl zeigt einige Tiere aus dem Ithala Game Reserve:

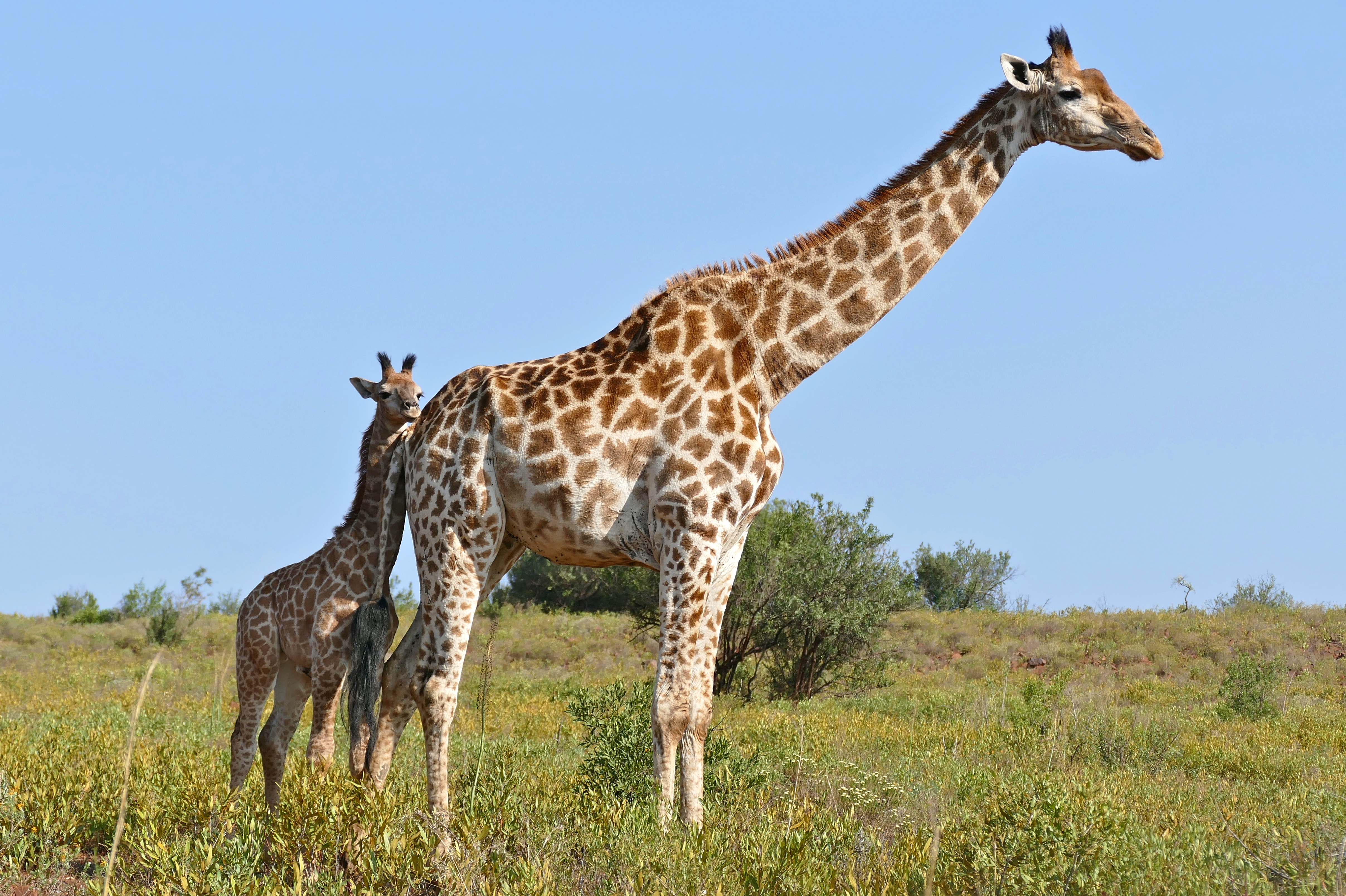
Giraffe mit Jungtier
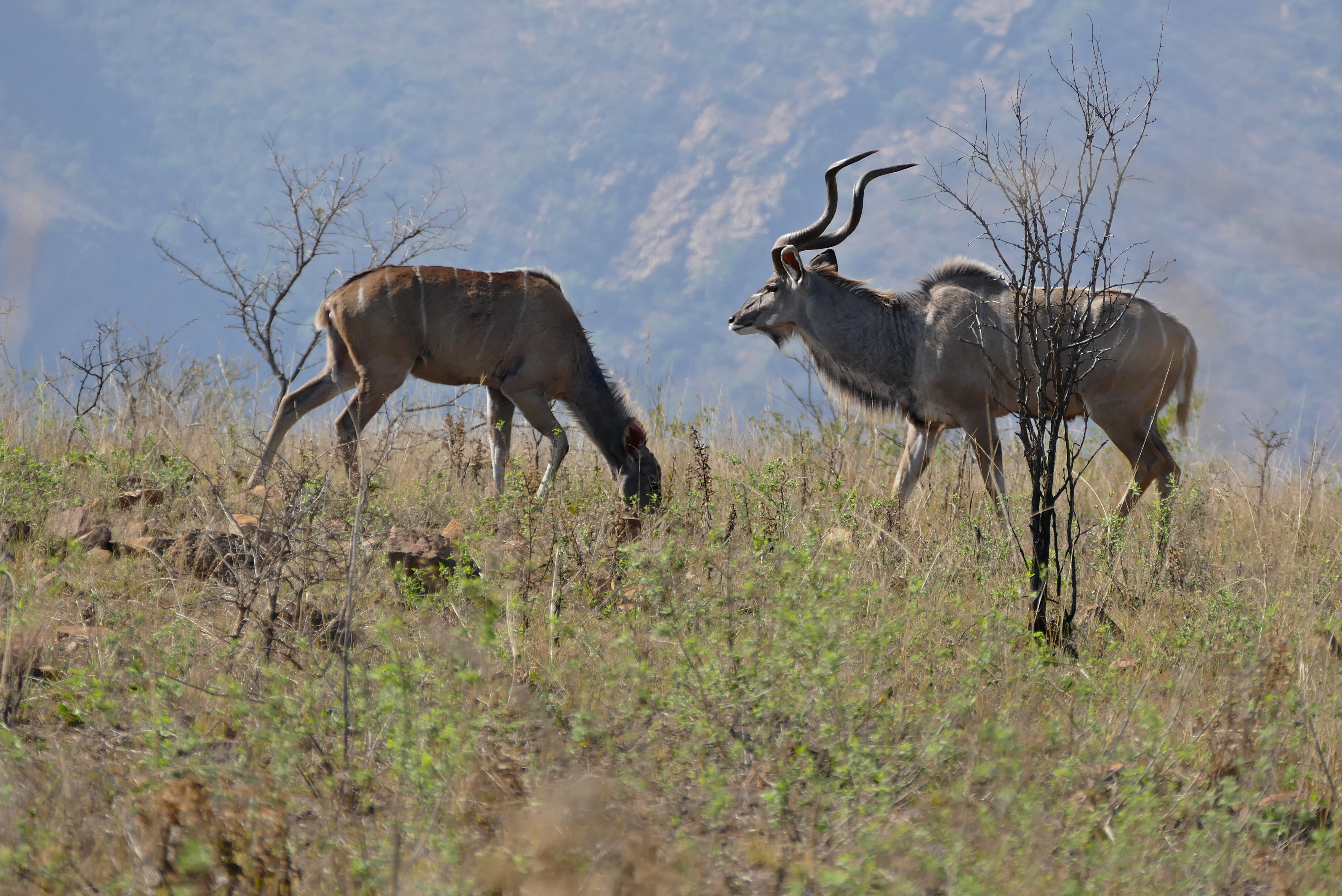
Großer Kudu, links Weibchen, rechts Männchen
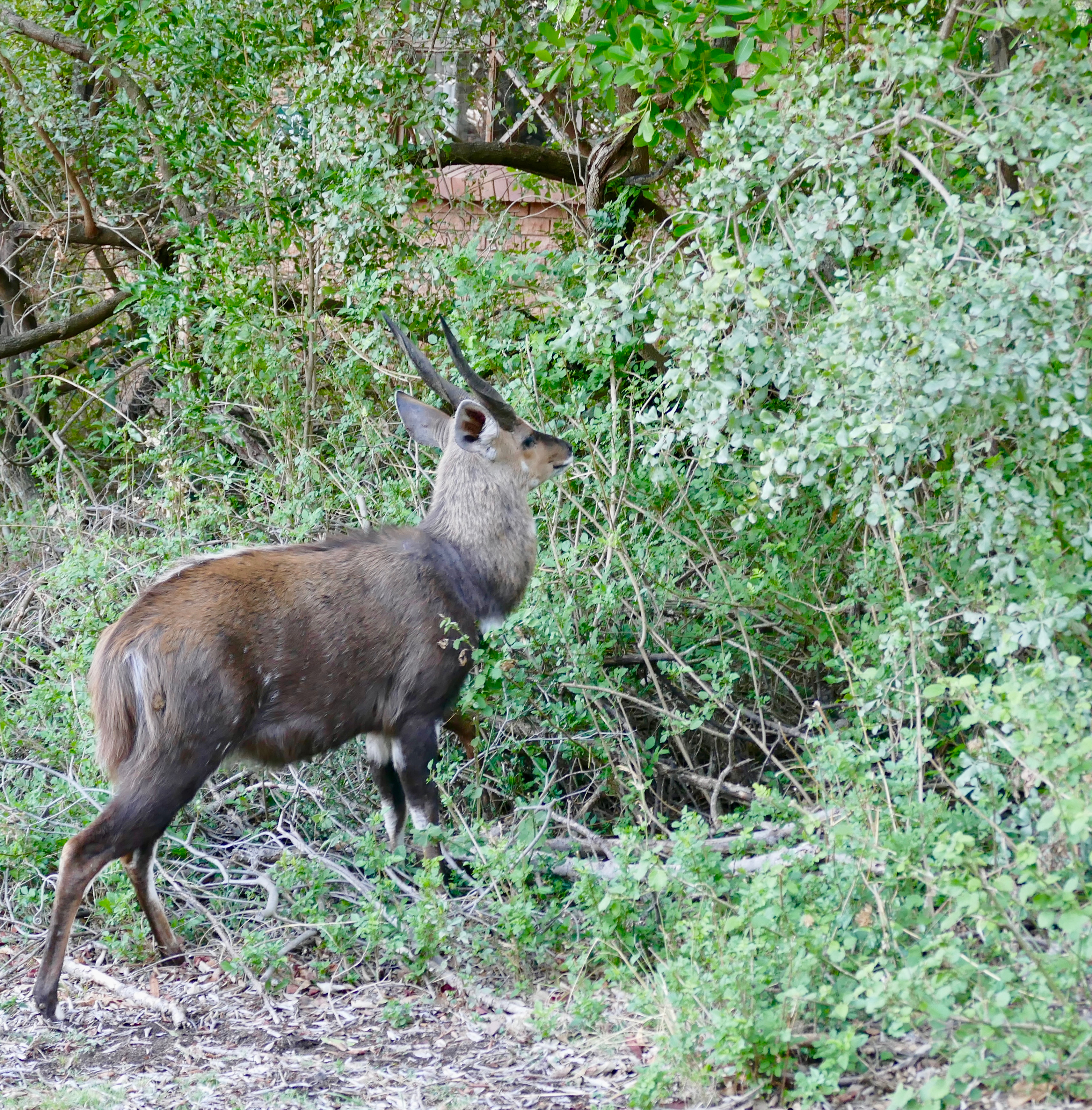
Senegal-Schirrantilope
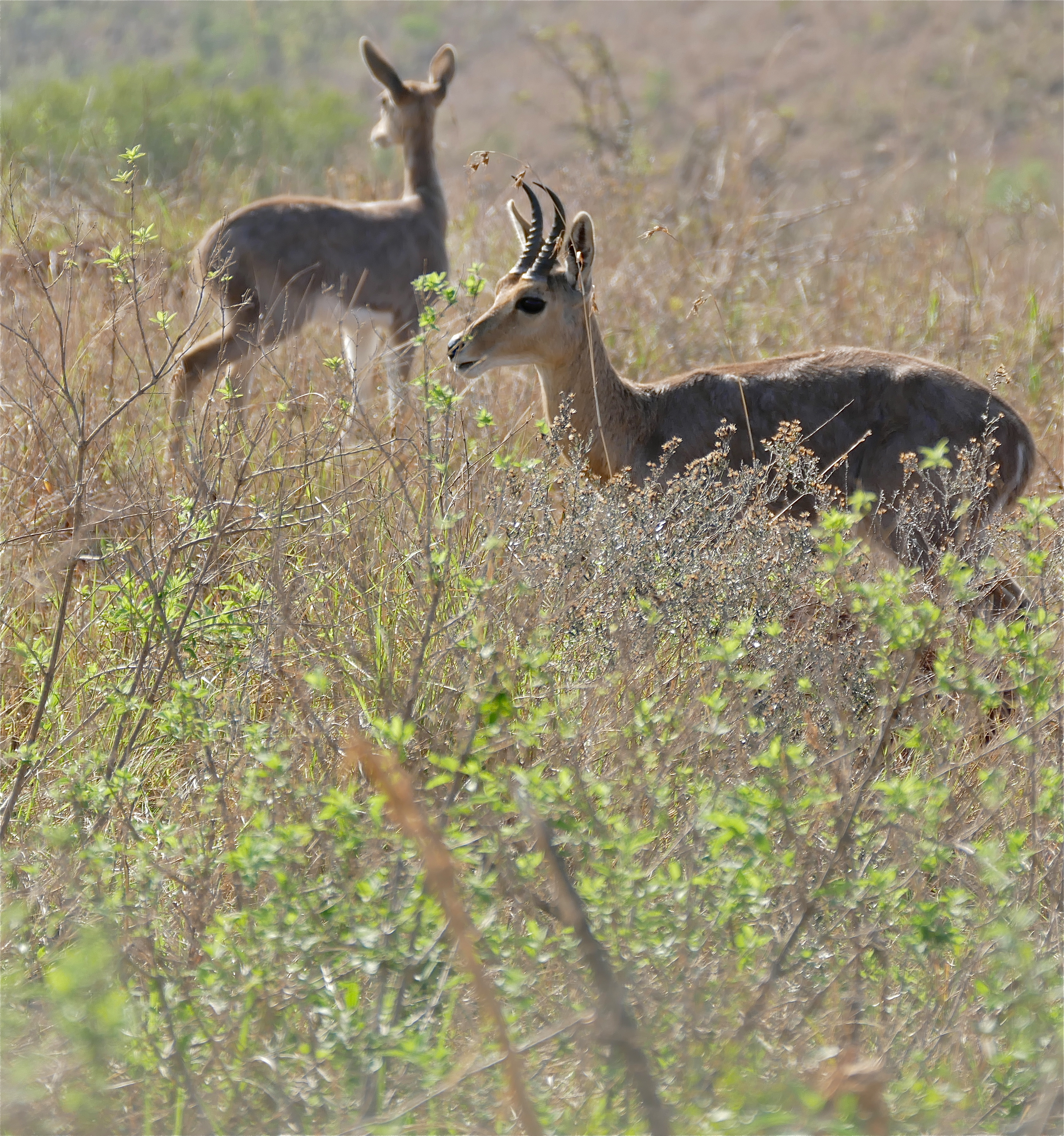
Bergriedbock-Pärchen
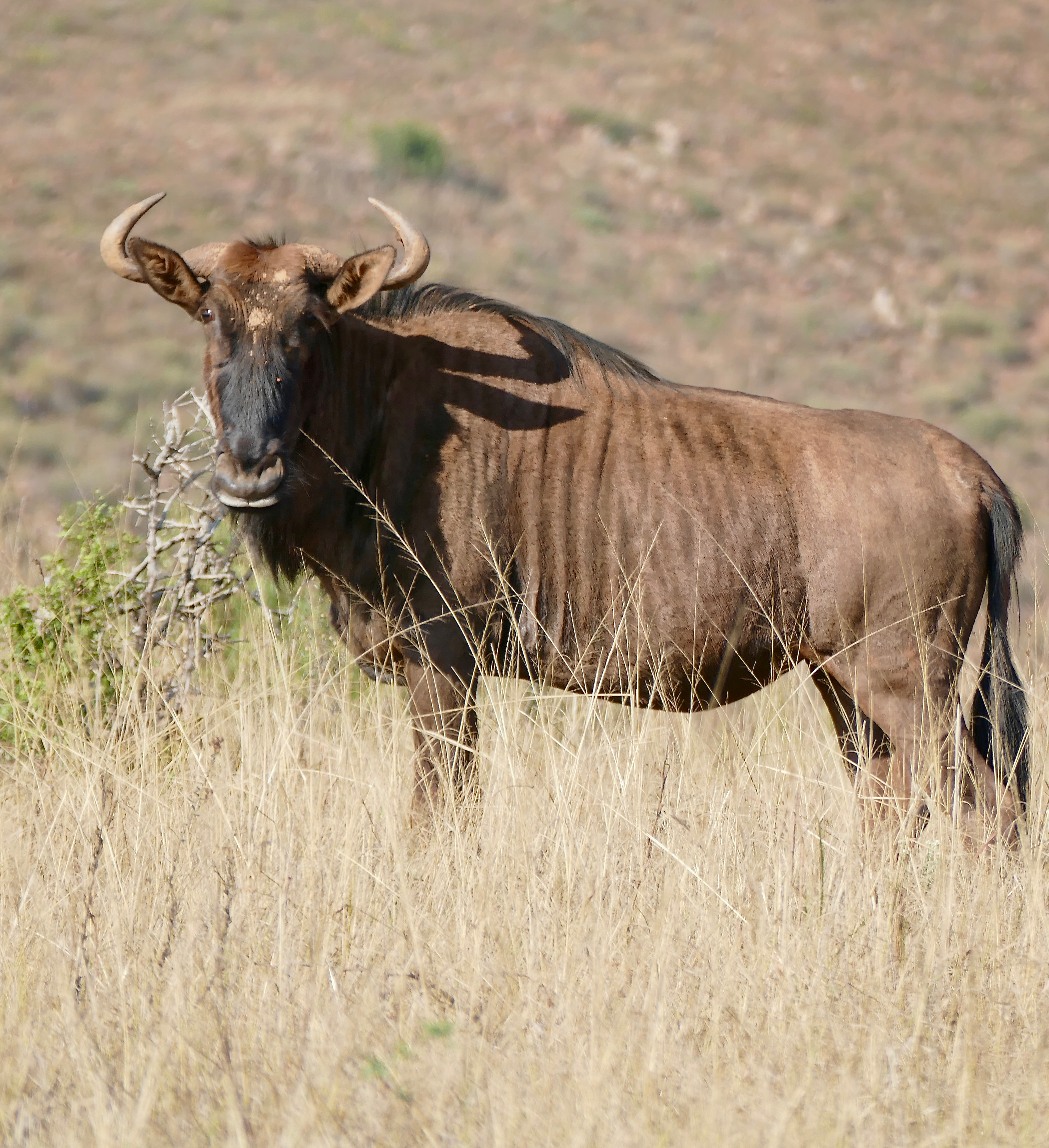
Streifengnu
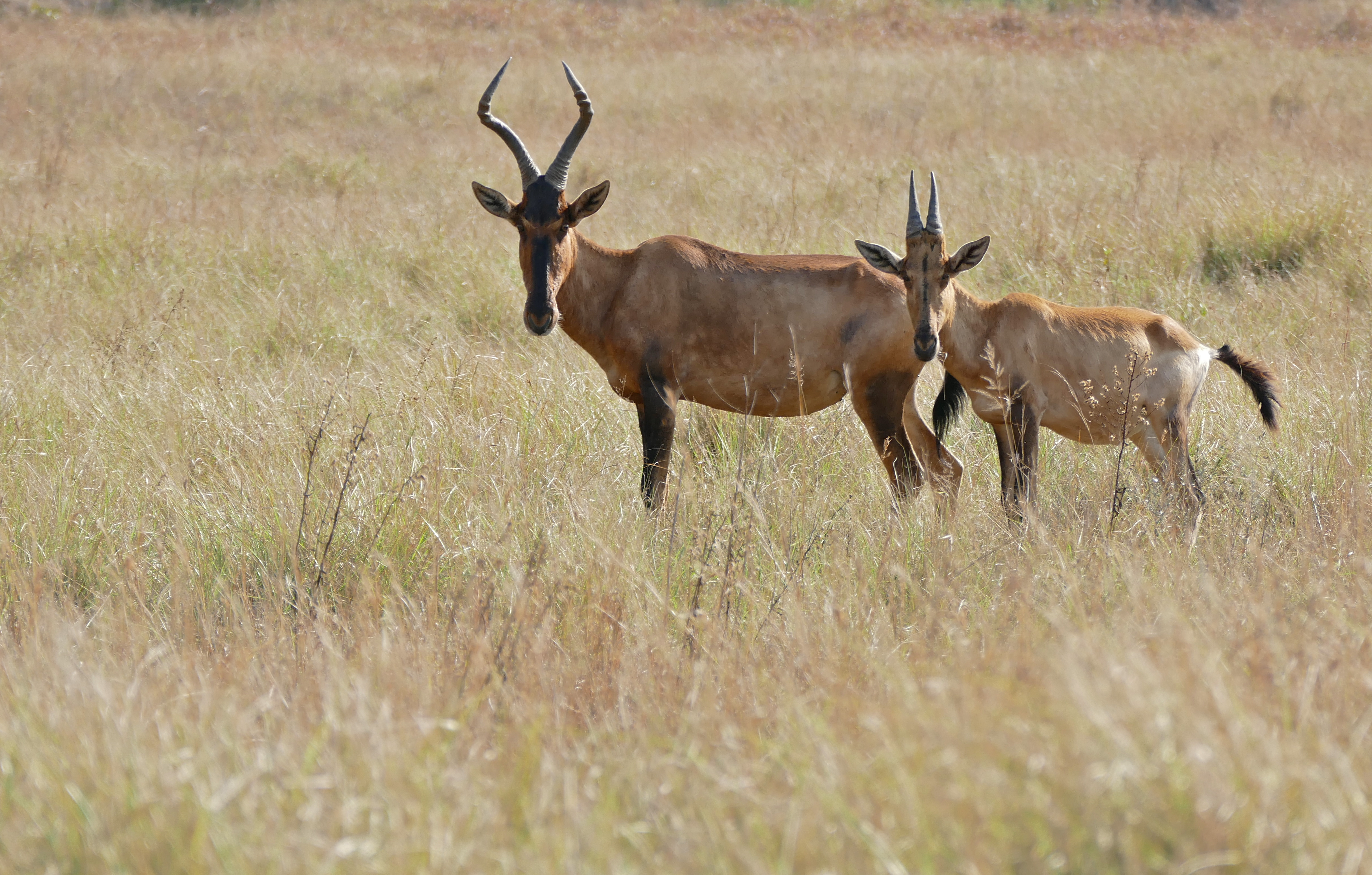
Südliche Kuhantilopen
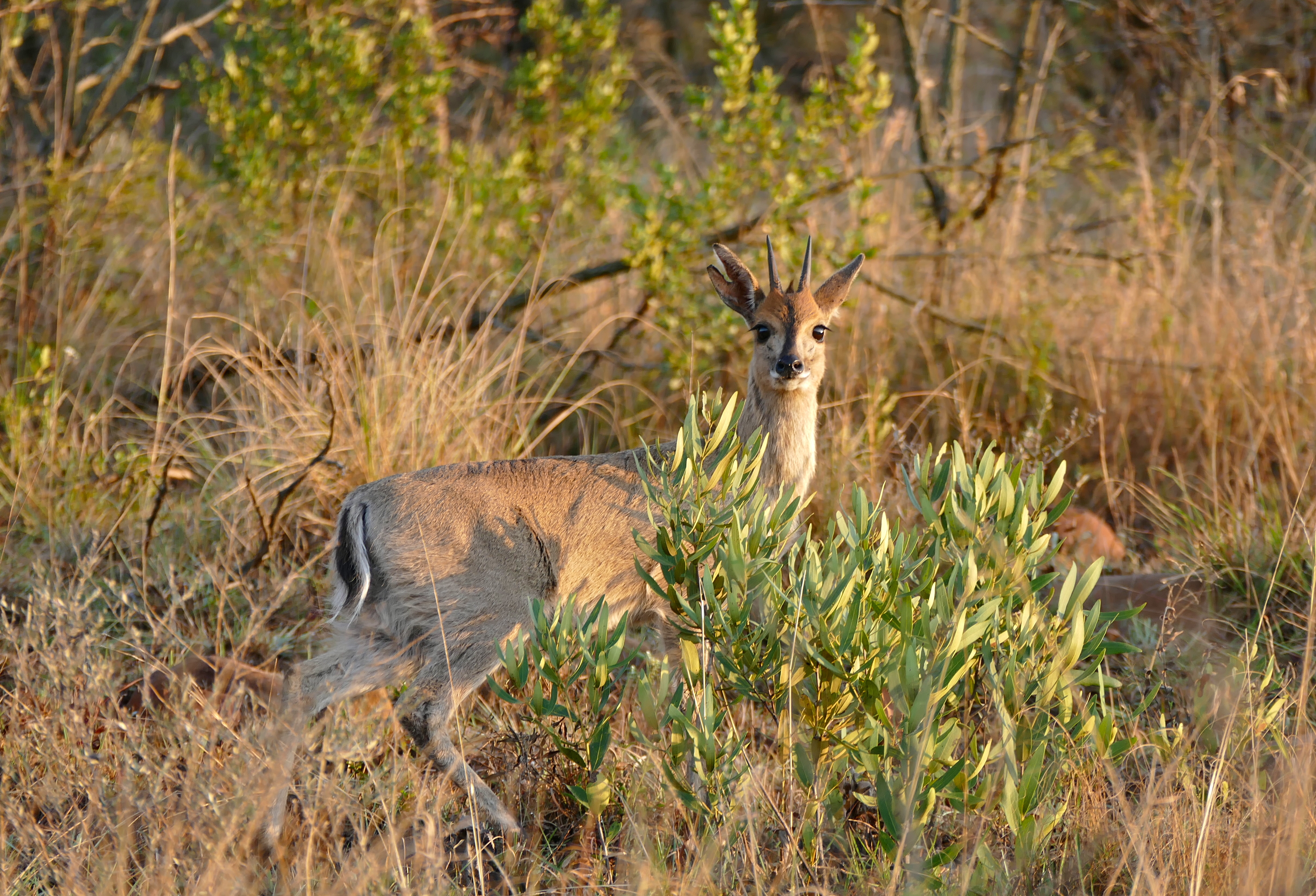
Kronenducker
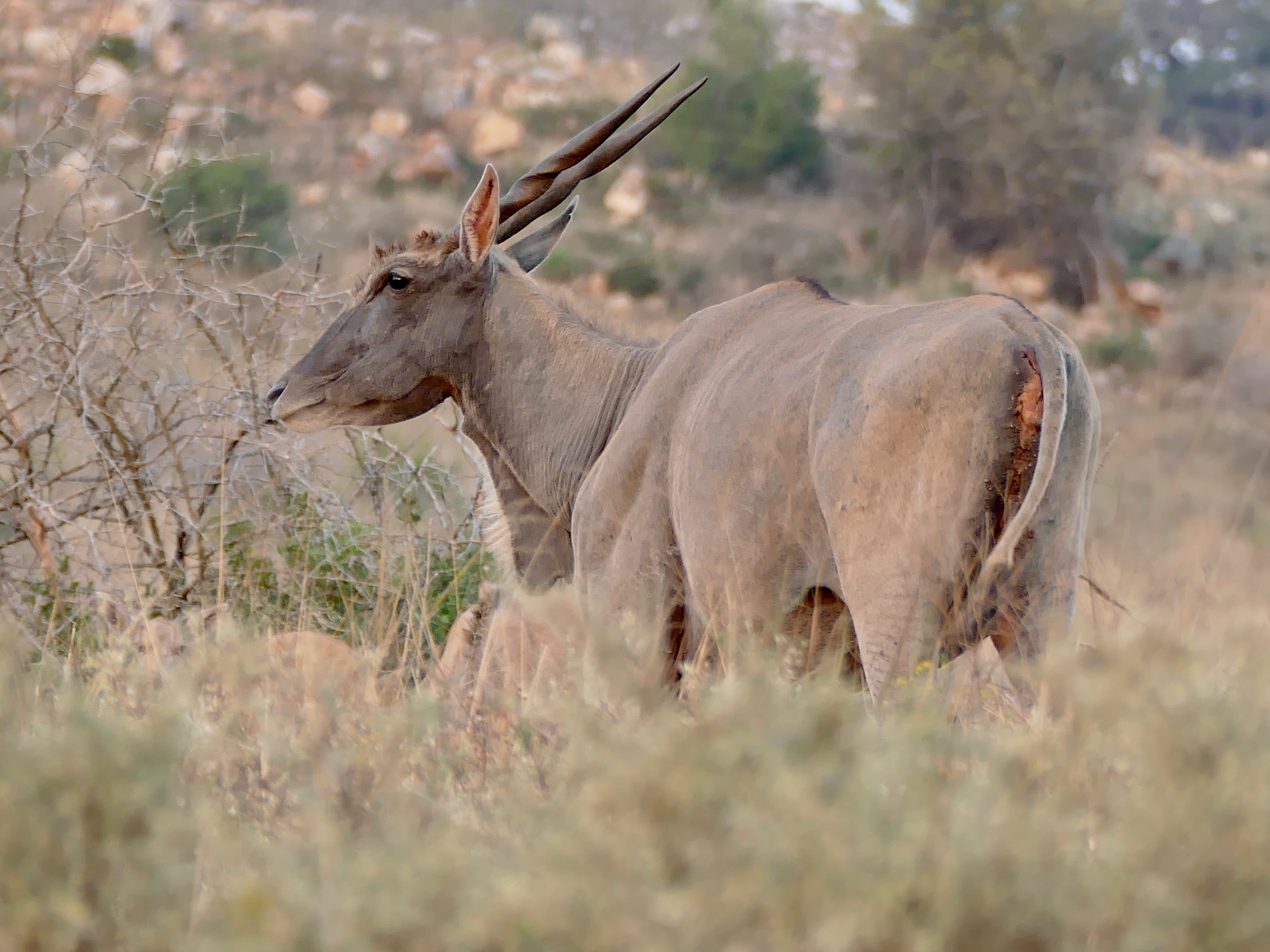
Elenantilope
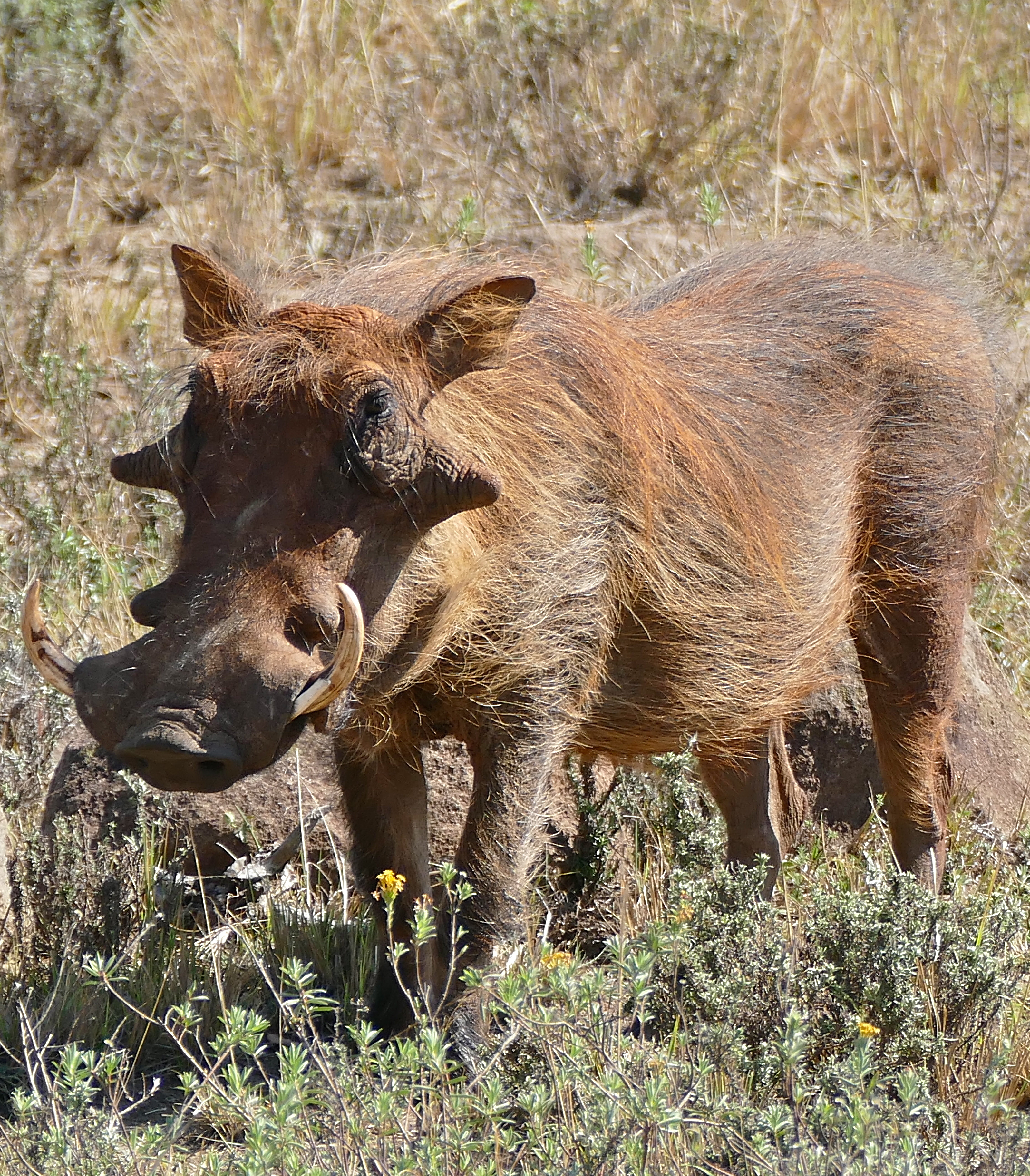
Warzenschwein
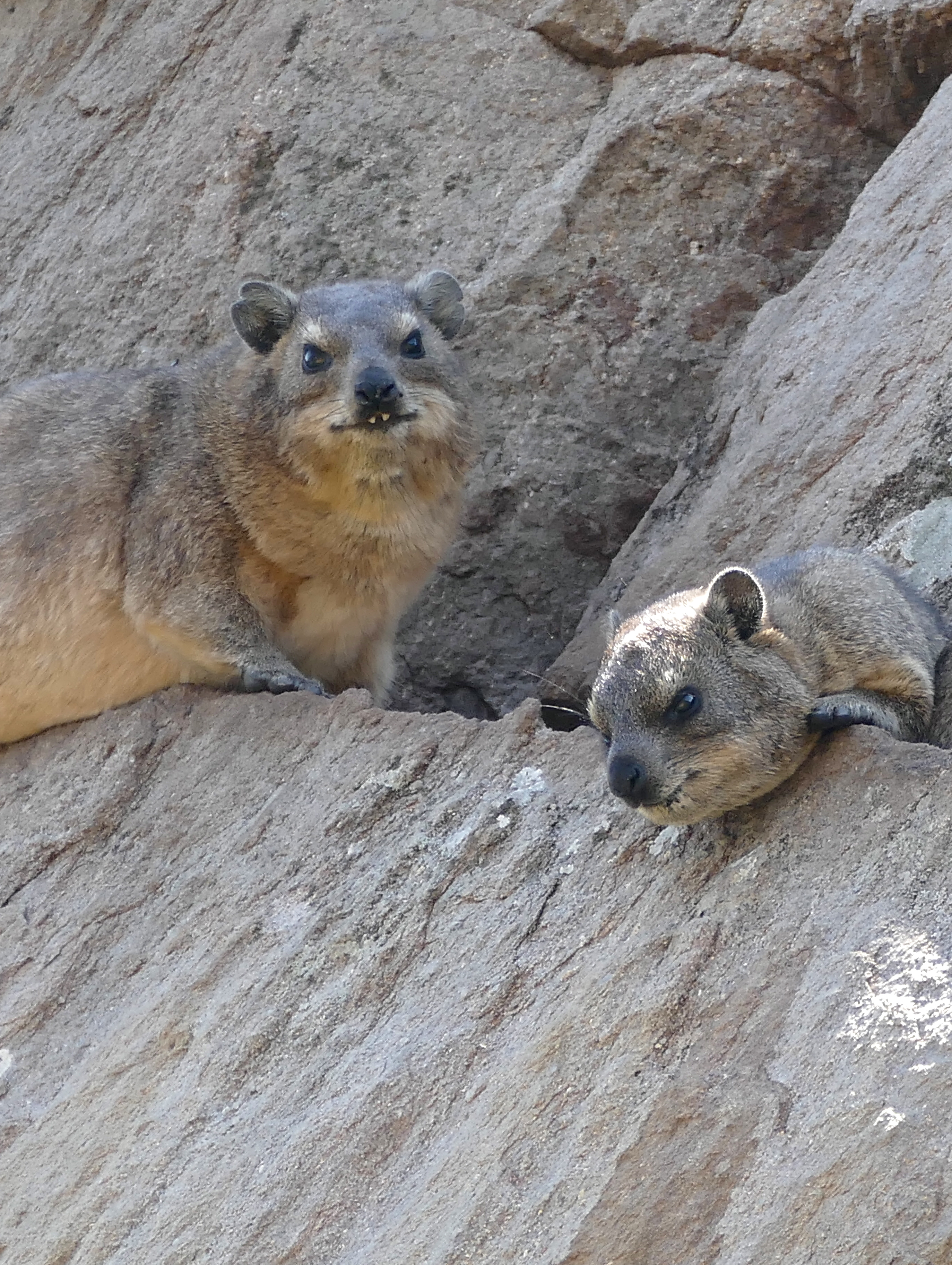
Klippschliefer
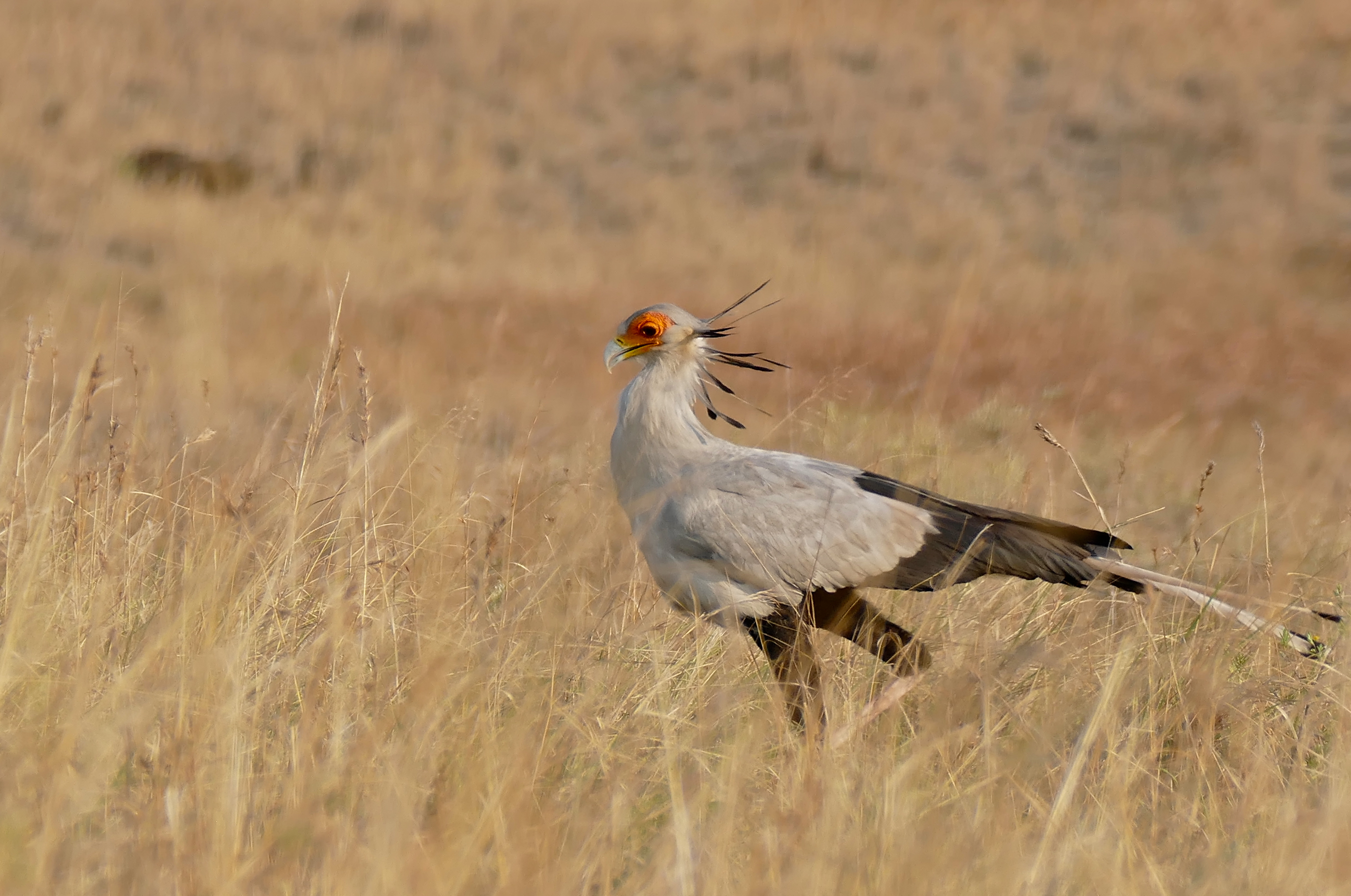
Sekretär